# Jean Pede
Jean Louis Oscar Guy Pede (ur. 7 stycznia 1927 w Oudenaarde, zm. 23 lipca 2013 w Brakel) – belgijski polityk, samorządowiec i prawnik, parlamentarzysta, minister w rządzie Regionu Flamandzkiego, w latach 1981–1985 i w 1988 przewodniczący Rady Regionu Flamandzkiego.

## Życiorys
Wywodzi się z rodziny o tradycjach liberalnych i prawniczych, jego rodzicami byli Hubert Pede (1898–1965) i Lucienne Anna Valerie De Saegher (1898–2001). Ukończył studia prawnicze, po których praktykował jako notariusz. Zaangażował się w działalność Partii na rzecz Wolności i Postępu (w 1992 przekształconej w Open Vlaamse Liberalen en Democraten). Od 1953 pozostawał radnym miasta Bottelare, a po połączeniu gmin od 1977 do 2000 – radnym Merelbeke. Zajmował stanowisko burmistrza Bottelare (1959–1984) i Merelbeke (1989–1994), ponadto od 1958 do 1965 zasiadał w radzie prowincji Flandria Wschodnia.
W latach 1965–1971 członek Izby Reprezentantów, następnie do 1995 senator wybierany w wyborach bezpośrednich. W Senacie pełnił funkcję wiceprzewodniczącego i lidera frakcji partyjnej. Od 1971 oddelegowany do Rady Kulturowej Regionu Flamandzkiego, w 1980 przekształconej w Radę. Zajmował stanowisko jej przewodniczącego od 22 grudnia 1981 do 3 grudnia 1985 i od 2 lutego do 18 października 1988, następnie był jej wiceszefem. Od grudnia 1985 do lutego 1988 pełnił natomiast funkcję ministra spraw wewnętrznych i planowania przestrzennego we flamandzkim rządzie kierowanym przez Gastona Geensa. W 1995 zakończył karierę polityczną, został wówczas honorowym senatorem i przewodniczącym nowo powstałego Parlamentu Flamandzkiego.